# Bucilly
Bucilly é uma comuna francesa na região administrativa de Altos da França, no departamento de Aisne. Estende-se por uma área de 12,85 km². Em 2010 a comuna tinha 200 habitantes (densidade: 15,6 hab./km²).